# Ричард Мол
Чарлс Ричард Мол (на английски: Charles Richard Moll) (роден на 13 януари 1943 г.) е американски актьор и озвучаващ артист, най-известен с ролята си на Бул Шанън в ситкома „Нощен съд“ от 1984 до 1992 г. С дълбокия си глас озвучава предимно злодеи в различни анимации и видеоигри, като едни от по-известните му роли са тези на Двуликия в „Батман: Анимационният сериал“ и Скорпиона в „Спайдър-Мен: Анимационният сериал“.

## Ранен живот
Мол е роден в Пасадина, Калифорния, САЩ в семейството на Вайълет Анита (родена Грил), медицинска сестра, и Хари Финдли Мол, адвокат. На 12-годишна възраст е висок цели 180 см; продължава да расте и достига 203 см. Учил е в Калифорнийски университет, Бъркли.

## Личен живот
От 1989 г. до 1992 г. е женен за Лора Клас и бракът им приключва с развод. През 1993 г. се жени за Сюсън Браун и се развеждат през 2005 г. Двамата имат две деца.